# Rune Emanuelsson
Rune Emanuelsson (Gotenburgo, 8 de octubre de 1923 – 21 de marzo de 1993) fue un sueco futbolista defensor nacido en Gotemburgo. Fue apodado Killing (que significa cabra joven). También formó parte del equipo de Suecia para el torneo de fútbol en los Juegos Olímpicos de 1948, pero no jugó en ningún partido. Ganó un total de 13 partidos internacionales con la selección nacional de Suecia entre 1945 y 1951.

## Carrera
Rune Emanuelsson se formó en el Club de Gotemburgo, donde debutó en el equipo principal en el otoño de 1942. Permaneció en el equipo hasta 1955, disputando un total de 395 partidos, de los cuales 210 fueron en el campeonato nacional, y anotando 22 goles. En 1956, pasó a ser entrenador del equipo[6].

Emanuelsson debutó con la selección sueca el 25 de noviembre de 1945 en un partido contra Suiza, en el que su equipo perdió 0-3. En 1948, participó en los Juegos Olímpicos, donde su equipo ganó la medalla de oro, aunque él no jugó en el campo. En total, Rune disputó 13 partidos con la selección nacional.

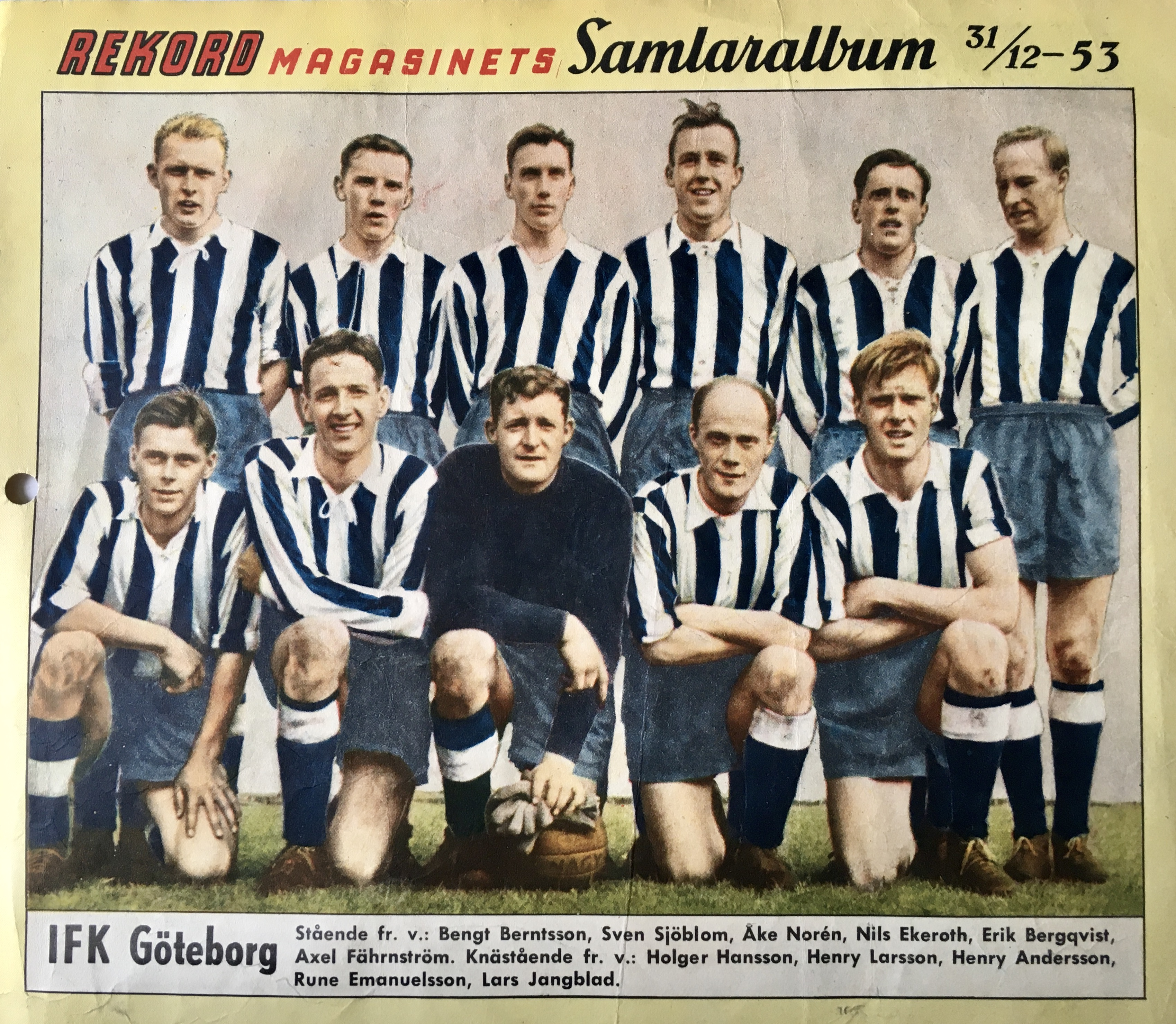
IFK Gotemburgo 1953 con, entre otros, Bengt "Fölet Berndtsson, de pie en el extremo izquierdo, luego Sven Sjöblom y Nils Ekeroth, cuarto jugador de pie por la izquierda, y Rune Emanuelsson, cuarto jugador arrodillado por la izquierda.

Debutó para el IFK Göteborg en 1942 y jugó para el club hasta 1955 cuando se retiró.
Falleció en Gotenburgo, el 21 de marzo de 1993 a los 69 años.

## Clubs y palmarés
- 1942 – 1955  IFK Göteborg (397 partidos, 15 temporadas, 23 goles)  [8]
- 1945 – 1951  Selección de fútbol de Suecia (13 partidos)
- Juegos Olímpicos de Londres 1948 - Competición en equipo.